# Synthesizer V
Synthesizer V — музыкальное программное обеспечение, синтезатор речи, имеющий 3 поколения: Synthesizer V, Synthesizer V Studio, и Synthesizer V Studio 2.

## История

### Synthesizer V
Каньжу Хуа заявил в Twitter, что первая строка кода, the proto-proto libllsm (написанная в марте 2015 года), в конечном итоге стала частью Synthesizer V.
Разработка Synthesizer V началась в 2017 году. Каньжу Хуа выпустил демо с тремя вокалами, известными в то время как ENG-F1 (позже выпущенную как Eleanor Forte), JA-F1 и MAN-M1. Synthesizer V впервые официально дебютировал 1 декабря 2017 года.
В августе 2018 года Каньжу Хуа выпустил «Техническую предварительную» версию Synthesizer V.

### Web Synthesizer V
31 декабря 2019 года была выпущена интергрированная в интернет-браузер веб-версия Web Synthesizer V с одним японским женским вокалом JA-F2. В сотрудничестве с AH-Software Co. Ltd. 22 июля 2020 года Dreamtonics выпустила обновленную версию движка, включающую в себя два женских японских вокала: Kotonoha Akane & Aoi и Saki. В настоящее время имеет только 2 вокала. 

### Synthesizer V Studio
31 мая 2019 года Каньжу Хуа объявил в Твиттере, что он принимает заявки на инженеров-программистов C++ для работы над следующей версией Synthesizer V, которая стала известна как Synthesizer V Release 2. Позже в 2020 году она станет известна как Synthesizer V Studio.
Synthesizer V Studio Pro и Synthesizer V Studio Basic были официально анонсированы 26 июня компанией AH-Software Co. Ltd. в пресс-релизе, как и голосовые базы данных Kotonoha Akane & Aoi и Saki.

### Synthesizer V AI
Обновление для Synthesizer V Studio под названием Synthesizer V AI было официально анонсировано 30 октября 2020 года компанией Dreamtonics в пресс-релизе, как и голосовые базы данных Saki AI и Koharu Rikka, которые должны распространяться AH-Software Co. Ltd.
Демонстрации для Synthesizer V AI были загружены на каналы YouTube Dreamtonics и AH-Software Co. Ltd. соответственно, демонстрируя Saki AI. Также было загружено сравнительное видео между стандартным вокалом Synthesizer V Studio Saki и версией AI.
23 декабря была выпущена версия 1.5.0, которая принесла новые комплексные обновления для войсбанков на основе ИИ. Ее основным обновлением стал межъязыковой синтез, который позволил голосовым базам данных ИИ петь на английском, японском и китайском языках независимо от того, изучал ли вокалист эти языки или нет. Ранее войсбанки были ограничены только языковым знанием поставщиков голосов, на которых они были основаны. К этому времени все выпущенные войсбанки ИИ получат обновление для поддержки межъязыкового синтеза, и новая функция будет доступна только для редактора Pro.

### Synthesizer V Studio 2
О запуске Synthesizer V Studio 2 было объявлено 24 декабря 2024 года в сообщении на официальном аккаунте Dreamtonics Co., Ltd. в Twitter, а также одновременно было объявлено о его презентации на предстоящей выставке NAMM 2025 в конференц-центре Анахайма, которая прошла с 23 по 25 января.
13 февраля в магазине Dreamtonics International Store и магазине AHS компании AH-Software Co. Ltd. открылись предварительные заказы на Synthesizer V Studio 2 Pro, а также на различные войсбанки Synthesizer V 2 AI, с подтвержденной датой выпуска 21 марта согласно листингу Amazon Japan (который был восстановлен на следующий день). В магазине Dreamtonics Store SVS2 Pro предлагался (только в формате цифровой загрузки) как отдельный редактор и как пакет с любым войсбанком SV2 AI по выбору пользователя; также была предложена очень выгодная версия обновления в течение ограниченного времени зарегистрированным владельцам уходящего редактора Synthesizer V Studio Pro, который должен быть снят с продажи, как только выйдет новая версия. В магазине AHS Store предлагались как физические, так и цифровые версии редактора SVS2 Pro, а также только физический стартовый пакет, который, как и в случае с уходящим стартовым пакетом SVS Pro (который также должен был быть прекращен 21 марта), включал купон, который можно было использовать (после выпуска) для любого цифрового войсбанка из утвержденного списка, предоставленного AH-Software (включавшего не только вокал Synthesizer V 2 AI, но также вокал Synthesizer V Standard и Synthesizer V AI, изначально разработанный для старого редактора SVS Pro).
25 января 2025 года Dreamtonics опубликовала видео, демонстрирующее рабочую версию программного обеспечения. Ниже приведен неполный список функций, показанных в этом видео:
- Режимы пения и рэпа на панели заметок (режим ручного изменения высоты тона, который присутствовал в Synthesizer V Studio 1, отсутствует)
- Ручное рисование изгибов высоты тона, которые влияют на генерацию высоты тона и повторные попытки ИИ (AI Retakes)[14].
- Обновленные модели в Synthesizer V Studio 2 Pro точнее воспроизводят динамику человеческого голоса, что приводит к большему ощущению присутствия с более тонкими деталями. Это улучшение достигается без ущерба для произношения и точности высоты тона. Кроме того, сохраненная динамика позволяет AI Retakes генерировать более разнообразные варианты, предоставляя пользователям больше возможностей для достижения желаемого шаблона.
- Благодаря улучшенному алгоритму и улучшенной поддержке многопоточности Synthesizer V Studio 2 Pro выполняет рендеринг на 300% быстрее, чем его предшественник. Этот значительный прирост скорости достигается без необходимости использования выделенного графического процессора или аппаратного ускорения, что позволяет использовать его без проблем в автономном режиме.

## Технические характеристики
По утверждению разработчиков, Synthesizer V Studio сочетает в себе Standard-ные и новые модели синтеза вокала с использованием искусственного интеллекта (AI). Программа не требует от пользователя каких-либо сложных манипуляций и способна во время работы совершать переход от обычных сэмплов к настоящей записи человеческого голоса, когда это необходимо. Базовая версия синтезатора распространяется бесплатно, но образцы голоса в ней являются облегчёнными (Lite) и уступают в технических возможностях улучшенной версии.

### ИИ (AI) и стандартные (Standard) войсбанки
Стандартные войсбанки являются войсбанками, записанные с отдельными сэмплами, как в таких программах как VOCALOID (1, 2, 3, 4, 5) и UTAU. Они были в первом синтезаторе Synthesizer V и ранних войсбанках Synthesizer V Studio. VOLOR и Eclipsed Sounds, LLC отметили, что стандартные войсбанки должны быть записаны в студии Dreamtonics в Токио, Япония. Для сравнения, войсбанки AI используют запись на основе песен и дадут возможность сделать это удаленно, при этом машинное обучение будет выполняться только Dreamtonics. Также было отмечено, что банки AI могут звучать совсем иначе, чем Standard аналоги, но также могут привнести больше экспрессии. В целом стандартные банки звучат более роботизировано. К настоящему времени они больше не производятся.

## Сэмплы
Сэмплы с голосами войсбанков находятся в файлах с расширением «svpk». Голосовые провайдеры Элеоноры Форте, Саки и многих других неизвестны, потому что их голосовые образцы являются исключительной собственностью компании «Dreamtonics», которая подписала с голосовыми провайдерами договор о неразглашении конфиденциальной информации.

## Функции

### Межъязыковой синтез
Synthesizer V Studio в настоящее время поддерживает межъязыковой синтез для японского, английского, севернокитайского (мандарин), кантонского, испанского и корейского (только в Synthesizer V Studio 2). (См. Фонология).
Межъязыковой синтез поддерживается только для голосовых банков с ИИ, в про-версиях Synthesizer V Studio Pro и не поддерживается в облегченных ИИ версиях банков (Lite).
В 2024 году в Университете Торонто Метрополитен было объявлено о разработке корейского и французского для Synthesizer V Studio.
В итоге корейский стал доступным в Synthesizer V Studio 2.

### Вокал-моды
Вокал-моды (англ. Vocal Mode) - это разные тона вокала, такие как "Soft" и "Whisper". Они не поддерживаются в облегченных Lite-версиях войсбанков. У разных банков может быть разное количество вокал-модов: у NOA доступно 13 вокал-модов: "Attack", "Solid", "Clear", "Deep", "Flow", "Glow", "Husky", "Nasal", "Power", "Smooth", "Twangy", "Vivid", "Waltz" и "Whisper"; тем временем как у Mai их два: "Emotional" и "Soft". Обновленная Mai 2 теперь имеет 6 вокал-модов: "Breathy", "Downer", "Emotional", "Powerful", "Rap" и "Sweet".
В настоящее время самое большое количество вокал-модов у UNI для Synthesizer V Studio 2. У нее их 16: "Normal", "N_Bright", "N_peaceful", "Bold", "Bold_dynamic", "Charming", "Delicate", "Emotive_dynamic", "Mature", "Moody", "Playful", "Resonant", "Resonant_dynamic", "Soulful", "Tempting", "Whisper".

## Фонология

### Английский язык
| Символ (ARPABET) | Классификация | МФА эквивалент | Пример  | Примечание |
| ---------------- | ------------- | -------------- | ------- | --- |
| aa               | гласная       | ɑ              | palm    | |
| ae               | гласная       | æ              | bat     | В некоторых диалектах, это может быть /eə/ из-за Æ-tensing (замена /æ/ на /eə/)                                                                                               |
| ah               | гласная       | ʌ              | but     | В некоторых диалектах, это может быть ɜ или ɐ |
| ao               | гласная       | ɔː             | bought  | Этот гласный имеет множество вариаций в зависимости от диалекта. В американских диалектах это варьируется между /ɑ/ из-за cot–caught merger и /ɒ~ɔ/.                          |
| ax               | гласная       | ə              |         | |
| ih               | гласная       | ɪ              | bit     | |
| iy               | гласная       | iː             | beat    | |
| eh               | гласная       | ɛ              | bet     | |
| er               | гласная       | əɹ, ɚ или ɝ    | bird    | R-colored шва |
| uh               | гласная       | ʊ              | book    | |
| uw               | гласная       | ʉ или uː       | boot    | |
| aw               | дифтонг       | aʊ̯             | about   | |
| ay               | дифтонг       | aɪ̯             | bite    | |
| ey               | дифтонг       | eɪ̯             | hey     | |
| ow               | дифтонг       | oʊ̯~o           | boat    | |
| oy               | дифтонг       | ɔɪ̯             | boy     | |
| b                | согласная     | b              | buy     | |
| ch               | согласная     | ʧ              | china   | |
| d                | согласная     | d              | die     | |
| dx               | согласная     | ɾ              | butter  | Аллофон /t/ или /d/. См. Одноударные согласные |
| dr               | согласная     | d̠ɹ             | drive   | Первоначально введено для различения группы согласных в начале и между словами. Реализации могут различаться в зависимости от войсбанка, от tʃ до полного удаления звука /r/. |
| dh               | согласная     | ð              | the     | Реализации могут различаться в зависимости от войсбанка. |
| f                | согласная     | f              | fight   | |
| g                | согласная     | g              | guy     | |
| hh               | согласная     | h              | high    | |
| jh               | согласная     | ʤ              | just    | |
| k                | согласная     | k              | kite    | Реализации (придыхательные, непридыхательные, апплозивные) зависят от фонологического контекста.                                                                              |
| l                | согласная     | l              | lie     | Реализации (звонкий зубной, альвеолярный и посталвеолярный латеральный аппроксимант, "dark" или "clear") зависят от фонологического контекста.                                |
| m                | согласная     | m              | my      | |
| n                | согласная     | n              | nose    | |
| ng               | согласная     | ŋ              | sing    | |
| p                | согласная     | p              | pie     | Реализации (придыхательные, непридыхательные, апплозивные) зависят от фонологического контекста.                                                                              |
| r                | согласная     | ɹ              | risk    | Реализации могут различаться на разных войсбанках. См. Ротические согласные                                                                                                   |
| s                | согласная     | s              | say     | |
| sh               | согласная     | ʃ              | shy     | |
| t                | согласная     | t              | tie     | Реализации (придыхательные, непридыхательные, апплозивные) зависят от фонологического контекста.                                                                              |
| tr               | согласная     | t̠ɹ             | tree    | Первоначально введено для различения группы согласных в начале и между словами. Реализации могут различаться в зависимости от войсбанка, от tʃ до полного удаления буквы /r/. |
| th               | согласная     | θ              | thing   | Реализации могут различаться на разных войсбанках. |
| v                | согласная     | v              | vote    | |
| w                | согласная     | w              | wise    | |
| y                | согласная     | j              | yes     | |
| z                | согласная     | z              | zoo     | |
| zh               | согласная     | ʒ              | measure | |

Также см. Английская фонология

### Японский язык
| Символ (Ромадзи) | Классификация      | МФА эквивалент | Пример   | Примечание |  |
| ---------------- | ------------------ | -------------- | -------- | --- |  |
| a                | гласная            | ä              | あ a     | |  |
| i                | гласная            | i              | い i     | |  |
| u                | гласная            | ɯᵝ или ɯ͡β      | う u     | |  |
| e                | гласная            | e̞              | え e     | |  |
| o                | гласная            | o̞              | お o     | |  |
| N                | слоговая согласная | ɴ, ŋ, n или n  | ん n     | |  |
| t                | согласная          | t              | た ta    | |  |
| d                | согласная          | d              | だ da    | |  |
| s                | согласная          | s              | さ sa    | |  |
| sh               | согласная          | ɕ или ʃʲ       | しゃ sha | Палатализованная /s/ |  |
| j                | согласная          | ʥ или ʑ или ʒʲ | じ ji    | |  |
| z                | согласная          | dz             | ざ za    | |  |
| ts               | согласная          | ʦ              | つ tsu   | |  |
| k                | согласная          | k              | か ka    | |  |
| g                | согласная          | ɡ              | が ga    | Некоторые японские певцы часто назализуют этот согласный. Механизм Synthesizer V также имитирует это явление, назализуя согласную в зависимости от голосовой базы данных, делая предположения на основе контекста.     |  |
| h                | согласная          | h              | は ha    | |  |
| b                | согласная          | b              | ば ba    | Некоторые японские певцы часто ослабляют этот согласный. Механизм Synthesizer V также имитирует это явление, ослабляя согласную в зависимости от голосовой базы данных, делая предположения на основе контекста.       |  |
| p                | согласная          | p              | ぱ pa    | |  |
| f                | согласная          | ɸ              | ふぁ fa  | |  |
| ch               | согласная          | ʨ              | ちゃ cha | Палатализованный /t/ |  |
| ry               | согласная          | ɾʲ             | りゃ rya | Палатализованный /r/ |  |
| ky               | согласная          | kʲ             | きゃ kya | Палатализованный /k/ |  |
| py               | согласная          | pʲ             | ぴゃ pya | Палатализованный /p/. |  |
| dy               | согласная          | dʲ             | でゃ dya | Палатализованный /d/ |  |
| ty               | согласная          | tʲ             | てゃ tya | Палатализованный /t/ |  |
| ny               | согласная          | ɲ или nʲ       | にゃ nya | Палатализованный /n/ |  |
| hy               | согласная          | ç              | ひゃ hya | Палатализованный /h/ |  |
| my               | согласная          | mʲ             | みゃ mya | Палатализованный /m/ |  |
| gy               | согласная          | ɡʲ             | ぎゃ gya | Палатализованный /ɡ/ |  |
| by               | согласная          | bʲ             | びゃ bya | Палатализованный /b/ |  |
| n                | согласная          | n              | な na    | |  |
| m                | согласная          | m              | ま ma    | |  |
| r                | согласная          | ɾ или ɺ        | ら ra    | |  |
| v                | согласная          | β              | ヴ vu    | |  |
| w                | согласная          | w͍ или wᵝ       | わ wa    | Похож на /u/, японская /w/ сжатая. |  |
| y                | согласная          | j              | や ya    | |  |
| kw               | согласная          | kʷ             | くゎ kwa | Лабиализованная /k/. Введено в Synthesizer V Studio. Плохо работает в ранних голосовых базах данных. В настоящее время неизвестно, исправили ли это уже последующие обновления – особенно для голосовых баз данных AI. |  |
| gw               | согласная          | ɡʷ             | ぐゎ gwa | лабиализованная /ɡ/. Введено в Synthesizer V Studio. Плохо работает в ранних голосовых базах данных. В настоящее время неизвестно, исправили ли это уже последующие обновления – особенно для голосовых баз данных AI. |  |

### Севернокитайский(мандарин)
| Символ (X-SAMPA) | Классификация      | МФА эквивалент | Пример           | Примечание                 |
| ---------------- | ------------------ | -------------- | ---------------- | -------------------------- |
| a                | гласная            | a              | 啊 a, 而 er      |                            |
| A                | гласная            | ɑ              | 昂 ang           |                            |
| o                | гласная            | o              | 我 wo            |                            |
| @                | гласная            | ə              | 恩 en            |                            |
| e                | гласная            | e              | 黑 hei           |                            |
| 7                | гласная            | ɤ              | 饿 e             |                            |
| U                | гласная            | ʊ              | 红 hong          |                            |
| u                | гласная            | u              | 无 wu            |                            |
| i                | гласная            | i              | 一 yi            |                            |
| i\               | гласная            | z̩              | 四 si            |                            |
| i`               | гласная            | ʐ̩              | 十 shi           |                            |
| y                | гласная            | y~ɥ            | 与 yü            |                            |
| AU               | дифтонг            | aʊ             | 好 hao           |                            |
| @U               | дифтонг            | ɤʊ̯             | 欧 ou            |                            |
| ia               | дифтонг            | i̯ä             | 家 jia           |                            |
| iA               | дифтонг            | iɑ             | 将 jiang         |                            |
| iAU              | дифтонг            | i̯ɑʊ̯            | 小 xiao          |                            |
| ie               | дифтонг            | i̯e̞             | 些 xie           |                            |
| iE               | дифтонг            | i̯ɛ             | 前 qian          |                            |
| iU               | дифтонг            | i̯ʊ             | 穷 qiong         |                            |
| i@U              | дифтонг            | i̯ɤʊ̯            | 就 jiou          |                            |
| y{               | дифтонг            | ɥæ~y̯ɛ~ya       | 远 yuan          |                            |
| yE               | дифтонг            | ɥɛ~y̯e̞          | 先 xian          |                            |
| ua               | дифтонг            | u̯ɑ             | 华 hua           |                            |
| uA               | дифтонг            | u̯ɑ             | 狂 kuang         |                            |
| u@               | дифтонг            | u̯ə             | 顺 shun          |                            |
| ue               | дифтонг            | u̯e             | 对 dui           |                            |
| uo               | дифтонг            | u̯ɔ             | 多 duo           |                            |
| :\i              | полугласный        | ɪ              | 还 hai, , 北 bei |                            |
| z`               | согласный финаль   | ʐ~ɻ            | 而 er            | См. Эризация               |
| :n               | согласный финаль   | ◌̃              | 安 an, 恩 en     |                            |
| N                | согласный финаль   | ŋ              | 横 heng          |                            |
| p                | согласный инициаль | p              | 波 bo            |                            |
| ph               | согласный инициаль | pʰ             | 坡 po            | придыхательный /p/         |
| t                | согласный инициаль | t              | 的 de            |                            |
| th               | согласный инициаль | tʰ             | 特 te            | придыхательный /t/         |
| k                | согласный инициаль | k              | 哥 ge            |                            |
| kh               | согласный инициаль | kʰ             | 可 ke            | придыхательный /k/         |
| ts`              | согласный инициаль | ʈʂ             | 之 zhi           |                            |
| ts`h             | согласный инициаль | ʈʂʰ            | 吃 chi           | придыхательный /ts`/       |
| ts               | согласный инициаль | t͡s             | 字 zi            |                            |
| tsh              | согласный инициаль | t͡sʰ            | 次 ci            | придыхательный /ts/        |
| ts\              | согласный инициаль | tɕ             | 叫 jiao          |                            |
| ts\h             | согласный инициаль | tɕʰ            | 去 qu            | придыхательный /ts\/       |
| x                | согласный инициаль | x              | 和 he            | также произносится как /h/ |
| f                | согласный инициаль | f              | 佛 fo            |                            |
| s                | согласный инициаль | s              | 四 si            |                            |
| s`               | согласный инициаль | ʂ              | 晓 shi           |                            |
| s\               | согласный инициаль | ɕ              | 矢 xiao          |                            |
| m                | согласный инициаль | m              | 末 mo            |                            |
| n                | согласный инициаль | n              | 呢 ne            |                            |
| l                | согласный инициаль | l              | 了 le            |                            |
| z`               | полугласный        | ʐ              | 日 ri            | также произносится как ɻ   |
| w                | полугласный        | w              | 哇 wa            |                            |
| j                | полугласный        | j              | 亚 ya            |                            |

### Кантонский язык
| Символ (X-SAMPA) | Классификация      | МФА эквивалент | Пример  | Примечание                         |
| ---------------- | ------------------ | -------------- | ------- | ---------------------------------- |
| ts               | согласный инициаль | ts             | 字 zi   |                                    |
| tsh              | согласный инициаль | tsʰ            | 次 ci   | придыхательный /ts/                |
| f                | согласный инициаль | f              | ⻛ fung |                                    |
| h                | согласный инициаль | h              | 可 ho   |                                    |
| s                | согласный инициаль | s              | 雪 syut |                                    |
| l                | согласный инициаль | l              | 哩 le   |                                    |
| m                | согласный инициаль | m              | 茗 ming |                                    |
| n                | согласный инициаль | n              | 年 nin  |                                    |
| N                | согласный финаль   | ŋ              | 外 ngoi |                                    |
| w                | полугласный        | w              | 泳 wing |                                    |
| j                | полугласный        | j              | ⼀ jat  |                                    |
| p                | согласный инициаль | p              | 不 bat  |                                    |
| ph               | согласный инициаль | pʰ             | 伾 pei  | придыхательный /p/                 |
| t                | согласный инициаль | t              | 代 doi  |                                    |
| th               | согласный инициаль | tʰ             | 禿 tuk  | придыхательный /t/                 |
| k                | согласный инициаль | k              | 九 gau  |                                    |
| kh               | согласный инициаль | kʰ             | 期 kei  | придыхательный /k/                 |
| kw               | согласный инициаль | kʷ             | ⽠ gwaa | лабиализованная /k/                |
| kwh              | согласный инициаль | kʷʰ            | 夸 kwaa | лабиализованная придыхательная /k/ |
| a                | гласная            | a              | 责 zaak |                                    |
| 6                | гласная            | ɐ              | 周 zau  |                                    |
| E                | гласная            | ɛ              | 些 se   |                                    |
| e                | гласная            | e              | 伾 pei  |                                    |
| i                | гласная            | i              | 兒 ji   |                                    |
| I                | гласная            | ɪ              | 升 sing |                                    |
| O                | гласная            | ɔ              | 开 hoi  |                                    |
| o                | гласная            | o              | 數 sou  |                                    |
| u                | гласная            | u              | 潰 kui  |                                    |
| U                | гласная            | ʊ              | ⽤ jung |                                    |
| 9                | гласная            | œ              | 约 joek |                                    |
| 8                | гласная            | ɵ              | 摔 seot |                                    |
| y                | гласная            | y              | 雪 syut |                                    |
| m=               | полугласная        | m̩              | 唔 m    | слоговой согласный /m/             |
| N=               | полугласная        | ŋ̍              | 五 ng   | слоговой согласный /N/             |
| :i               | финаль             | yː             | ⼥ neoi |                                    |
| :u               | финаль             | u:             | 好 hou  |                                    |
| :m               | финаль             | m:             | 闪 sim  | долгий согласный /m/               |
| :n               | финаль             | n:             | 新 san  | долгий согласный /n/               |
| :N               | финаль             | ŋ:             | ⻛ fung | долгий согласный /N/               |
| :p_}             | финаль             | p̚              | 汁 zap  | апплозивный /p/                    |
| :t_}             | финаль             | t̚              | 雪 syut | апплозивный /t/                    |
| :k_}             | финаль             | k̚              | 责 zaak | апплозивный /k/                    |

### Испанский язык
| Символ (X-SAMPA) | Классификация | МФА эквивалент | Пример                                                                             | Примечание |
| ---------------- | ------------- | -------------- | ---------------------------------------------------------------------------------- | --- |
| a                | гласный       | a              | paz                                                                                | |
| e                | гласный       | e̞              | enero                                                                              | |
| i                | гласный       | i              | finca, mío                                                                         | |
| o                | гласный       | o̞              | foco, oído                                                                         | |
| u                | гласный       | u              | musa, dúo                                                                          | |
| U                | полугласный   | w              | huevo, buitre, güiro, pausa, neutro                                                | |
| I                | полугласный   | j              | amplio, ciudad, aire, muy                                                          | |
| y                | полугласный   | ʎ              | европейские и андские диалекты испанского: llave, pollo                            | Встречается в европейском испанском и некоторых диалектах горного хребта Анд (например, внутри страны и в горах Колумбии). |
| ll               | полугласный   | ʝ              | ayuno; многие латиноамериканские диалекты:llave, pollo                             | Также аллофон /ʎ/ в большинстве диалектов латиноамериканского испанского (особенно в Чили) из-за лингвистического явления, называемого Йеизм. В диалекте риоплатского испанского (Аргентина и Уругвай) вместо этого он реализуется как /ʒ/ или /ʃ/ |
| b                | согласная     | b              | bestia, embuste, vaca, envidia                                                     | В начале слова, после паузы или после носового согласного. |
| B                | согласная     | β~β̞            | bebé, obtuso, vivir, curva                                                         | В середине слова во всех случаях, когда /b/ не используется. |
| d                | согласная     | d̪              | dedo, cuando, aldaba                                                               | В начале слова, после паузы, после носового согласного, или после /l/. |
| D                | согласная     | ð~ð̞            | dedo, arder, admirar                                                               | В середине слова во всех случаях, когда /d/ не используется. |
| g                | согласная     | ɡ              | gato, lengua, guerra                                                               | В начале слова, после паузы, или после носового согласного |
| k                | согласная     | k              | caña, quise, kilo                                                                  | |
| p                | согласная     | p              | perro, apto                                                                        | |
| t                | согласная     | t̪              | tuyo, traba                                                                        | |
| l                | согласная     | l              | lana, principal                                                                    | |
| rr               | согласная     | r              | rumbo, carro, honra, alrededor, disruptivo, Azrael                                 | В начале слова или после носового согласного /l/, /s/ или /θ/. Удваивается, только если он указан двойной буквой R. |
| r                | согласная     | ɾ              | caro, bravo, Amor eterno                                                           | |
| m                | согласная     | m              | mamá, campo, invertir                                                              | Также аллофон /n/ перед губными согласными |
| n                | согласная     | n              | nido, sin                                                                          | Включает различные аллофоны: /n/ в начале слова или после паузы /ɲ/ или /nʲ/ перед небными, например /ʎ/ или /ʝ/, или перед постальвеолярными, например /ʧ/, /ʃ/, /ʒ/ или /ʤ/. /ŋ/ перед такими велярными знаками, как /x/, /k/, /g/ или /ɣ/. /n̪/ перед зубными, такими как /d̪/, /ð/ или /t̪/ |
| N                | согласная     | ŋ              | ángulo, palanca; европейские и северно-мексиканские диалекты: manjar               | Аллофон /n/ в конце слога перед велярными звуками, такими как /x/, /k/, /g/ или /ɣ/ |
| J                | согласная     | ɲ              | ñandú, enyesar                                                                     | Также аллофон /n/ перед небными, например /ʎ/ или /ʝ/, или перед постальвеолярными, например /ʧ/, /ʃ/, /ʒ/ или /ʤ/ |
| f                | согласная     | f              | fase, café                                                                         | |
| s                | согласная     | s              | casa, xilófono; американские и латиноамериканские диалекты: cerro, cima, zumo, paz | Также используется в латиноамериканском и американском диалектах вместо /θ/ |
| C                | согласная     | θ              | Европейские диалекты: cerro, cima, zumo, paz                                       | Используется только в европейском испанском; Чтобы это в Synthesizer V Studio по умолчанию, необходимо установить флажок «Использовать европейское произношение» (Use European pronunciation) после выбора испанского языка в качестве языка пения. /s/ используется вместо /θ/ в американском и латиноамериканском испанском. |
| sh               | согласная     | ʃ              | Xela, shopping                                                                     | Деаффрицированный вариант /ʧ/ в некоторых диалектах. Используется аллофон /ʝ/ и /ʎ/ в риоплатских диалектах (особенно среди молодежи Буэнос-Айреса, Аргентина) из-за sheísmo |
| ch               | согласная     | ʧ              | chancho                                                                            | |
| x                | согласная     | x              | jamón, reloj, género, México                                                       | Европейская испанская фонема, сохранившаяся также в северных мексиканских и перуанских диалектах; не используется в большинстве других диалектов латиноамериканского испанского языка, где вместо этого используется /h/; /h/ самый распространенный аллофон /x/, встречающийся в Соединенных Штатах и большинстве других диалектов латиноамериканского испанского языка (особенно южно-мексиканских, колумбийских, карибских и других прибрежных диалектов) из-за аспирации. Также аллофон /s/ в некоторых диалектах дебукализируется |

### Корейский язык
| Символ (X-SAMPA) | Классификация | МФА эквивалент               | Пример     | Хангыль  | Примечание |
| ---------------- | ------------- | ---------------------------- | ---------- | -------- | --- |
| 6                | гласный       | ä и ɐ                        | haru       | 하루     | Обычно транскрибируется как /a/, но на самом деле произносится ближе к /ɐ/. |
| j 6              | гласный       | jä                           | yadong     | 야동     | |
| V                | гласный       | ʌ                            | geol       | 거울     | |
| j V              | гласный       | jʌ                           | yeoreum    | 여름     | |
| e_o              | гласный       | e/e̞                          | gaeguri    | 개구리   | Различие между /e/ и /ɛ/ теряется в южнокорейских диалектах — оба чаще всего реализуются как /e̞/, но некоторые носители языка старшего возраста все еще сохраняют разницу; что касается северокорейского диалекта, некоторые работы сообщают, что различие является устойчивым. Примечательно, что у пожилых ведущих Ли Чхун Хи и даже Ким Чен Ына /e/ и /ɛ/ слились. |
| j e_o            | гласный       | je̞                           | yaegi      | 얘기     | |
| i                | гласный       | i                            | siltarae   | 실타래   | |
| o                | гласный       | o                            | oneul      | 오늘     | |
| u                | гласный       | u                            | umul       | 우물     | |
| j u              | гласный       | j u                          | yusan      | 유산     | |
| M                | гласный       | ɯ                            | beodeul    | 버들     | |
| M j              | гласный       | ɯj                           | minjujuui  | 민주주의 | |
| w 6              | гласный       | wä                           | gwageo     | 과거     | Лабиализованный /6/ |
| w V              | гласный       | wʌ                           | swo        | 숴       | Лабиализованный /V/ |
| w e_o            | гласный       | we̞                           | seoneo     | 쇠뇌     | Лабиализованный /e_o/ |
| w i              | гласный       | ɥi                           | gwienmal   | 귀엣말   | Лабиализованный /j/ |
| b                | согласный     | b                            | ibul       | 이불     | Произносится как /p/ в начале последовательности, произносится как /b/ в других местах |
| h                | согласный     | h, ç или ʝ, ɸ или β, x или ɣ | haennip    | 햇잎     | Становится /ç/ перед /i/ и /j/. /h/ перед /a, ʌ, e/, /ɸ/ перед /o, u, w/, /x/ перед /ɯ/. Все аллофоны становятся своими звонкими аналогами, когда следуют за гласной. |
| d                | согласный     | d                            | mindeulle  | 민들레   | /t/ становится /d/ только в середине слова |
| dz\              | согласный     | dʑ                           | abeoji     | 아버지   | В начале последовательности произносится как /ʨ/, в остальных местах — как /dʑ/ |
| g                | согласный     | g                            | magae      | 마개     | Произносится как /k/ в начале последовательности, произносится как /g/ в других местах. |
| j                | полугласный   | j                            | yeoul      | 여울     | |
| k                | согласный     | k̚                            | bajirak    | 바지락   | Апплозивный /k/ |
| k_t              | согласный     | k͈                            | kkwong     | 꿩       | Напряженный /k/ |
| k_h              | согласный     | kʰ                           | seokhoe    | 석회     | Придыхательный /k/ |
| l                | согласный     | ɭ                            | Silla      | 신라     | В конце слова или между ㄴ и ㄹ. /4/ – аллофон |
| m                | согласный     | m                            | mot        | 못       | ㅂ становится /m/ перед /n/ или /m/ |
| n                | согласный     | n                            | nuri       | 누리     | ㄹ может быть /n/ в начале слова. ㄷ, ㅅ, ㅈ становятся /n/ перед /n/ или /m/. |
| N                | согласный     | ŋ                            | garangbi   | 가랑비   | ㅇ становится /ŋ/ в конце слога. ㄱ становится /ŋ/ перед /n/, /m/, или /ɾ/ |
| p_t              | согласный     | p͈                            | ppul       | 뿔       | Напряженный /p/ |
| p                | согласный     | p̚                            |            |          | Апплозивный /p/ |
| p_h              | согласный     | pʰ                           | puseori    | 푸서리   | Придыхательный /p/ |
| 4                | согласный     | ɾ                            | yeodeure   | 여드레   | Может встречаться в начале слова или между двумя гласными. /l/ - аллофон |
| s                | согласный     | sʰ~ɕ                         | subak      | 수박     | Придыхательный /s/ |
| s_t              | согласный     | s͈                            | ssal       | 쌀       | Напряженный /s/ |
| t_t              | согласный     | t͈                            | tteok      | 떡       | Напряженный /t/ |
| t                | согласный     | t̚                            | got        | 곧       | Апплозивный /t/ |
| t_h              | согласный     | tʰ                           | gutaeyeo   | 구태여   | Придыхательный /t/ |
| ts \_t           | согласный     | t͈ɕ                           | doljjeogwi | 돌쩌귀   | Напряженный /tɕ/ |
| ts \_h           | согласный     | tɕʰ                          | nunchori   | 눈초리   | Придыхательный /tɕ/ |
| w                | полугласный   | w                            | waegari    | 왜가리   | /w/ пишется ㅜ перед /ʌ/, /e/, /i/ (последняя комбинация даёт /y/ ~ /ɥi/) и ㅗ перед /ɛ/, /a/; ㅚ также может произноситься как /ø/. |

### Дополнительные фонемы
| Символ | Классификация           | МФА эквивалент | Пример | Примечание                                                                                     |
| ------ | ----------------------- | -------------- | ------ | ---------------------------------------------------------------------------------------------- |
| cl     | геминация или согласная | ʔ              | uh-oh  | Удлиняет следующую согласную. Действует как ʔ. Плохо работает в старом редакторе Synthesizer V |
| br     |                         |                |        | Дыхание                                                                                        |
| brl    |                         |                |        | Долгое дыхание                                                                                 |
| sil    |                         |                |        | Тишина                                                                                         |

## Голосовые банки

### Synthesizer V
- Элеонора Форте (англ. Eleanor Forte, яп. エレノア フォルテ, кит. 愛蓮娜芙緹[29]), также известная под кодовым названием ENG-F1 — самый первый английский женский голосовой банк для Synthesizer V, разработанная Dreamtonics Co. Ltd. и распространяемая VOLOR 18 августа 2018 года. Является единственным банком Synthesizer V, доступная на английском языке. Изображается с серебряными волосами в чёрно-белой одежде. Нитка, которую она держит в руках, не что иное как красная нить судьбы, элемент восточных мифов. Рекомендаций по диапазону не дано. Эксперименты пользователей показали, что Элеонора Форте способна пропевать даже сложные оперные арии наподобие таковых из «Призрака Оперы»[20][30][31]. Была обновлена до Synthesizer V Studio (Standard) 30 июля 2020 года. Получила ИИ войсбанк 6 декабря 2021 года.
- Рэнри Яминэ (яп. 闇音レンリ) — первый японский женский вокал, разработанная Dreamtonics Co. Ltd. и распространяемая VOLOR 11 ноября 2018 года. Её голосовым провайдером является певица, выступающая под псевдонимом Yuzuri. Изначально была представлена 28 сентября 2014 года в составе движка UTAU. Была обновлена для Synthesizer V Studio (Standard) 13 октября 2021 года.
- Гэнбу (яп. ゲンブ), также известный как Kurono Takehiro (玄野武宏) — японский мужской вокал, разработанный и распространяемый VOLOR. Его голосовым провайдером является певец, выступающий под псевдонимом Gallo. Был выпущен 23 декабря 2018 года, 15 июля 2020 года обновлен для Synthesizer V Studio (Standard). Он стал частью проекта VirVox в мае 2021 года. Его ИИ войсбанк был отменен.
- Айкэ (кит. упр. 艾可, пиньинь Àikě, яп. アイコ) — севернокитайский женский вокал с тайваньским акцентом и талисман компании «Animen», разработанная и распространяемая VOLOR[32]. Первый севернокитайский вокал Synthesizer V. Её голосовым провайдером является певица Лян Сяомяо (кит. 梁小喵). Была выпущена 28 декабря 2018, 15 июля 2020 года обновлена до Synthesizer V Studio (Standard). Рекомендаций по диапазону не дано.
- Чиюй (кит. упр. 赤羽, пиньинь Chìyǔ, яп. チーユ) — севернокитайский женский вокал, разработанная и распространяемая Beijing Photek S&T Development Co., Ltd.; Младшая сестра Цанцюн. Её голосовым провайдером является певица, выступающая под псевдонимом Юмао Юнэко (кит. 呦猫UNEKO). Была выпущена 30 апреля 2019 года. Олицетворяет стихию огня. Была обновлена до Synthesizer V Studio(Standard) 10 июля 2020 года. Разработка для ее ИИ войсбанка была заморожена.
- Шиань (кит. упр. 诗岸, пиньинь Shīàn, яп. シアン) — севернокитайский женский вокал разработанная Beijing Photek S&T Development Co., Ltd; младшая сестра Хайи. Её голосовым провайдером является певица, выступающая под псевдонимом warma. Была выпущена 20 июня 2019 года. Олицетворяет стихию земли. Была обновлена для Synthesizer V Studio (Standard) 10 июля 2020 года.
- Цанцюн (кит. упр. 苍穹, пиньинь Cāngqióng, яп. ツァンチォン) — севернокитайский женский вокал, разработанная и распространяемая компанией Beijing Photek S&T Development Co., Ltd. Её голосовым провайдером является певица, выступающая под псевдонимом Киноко Могу (кит. Kinoko_蘑菇). Была выпущена 9 июня 2019 года в составе пакета «Medium⁵». Хайи, Шиань и Чиюй приходятся ей младшими сёстрами. Олицетворяет стихию воздуха. Была обновлена для Synthesizer V Studio (Standard) 10 июля 2020 года.
- Хайи (кит. упр. 海伊, пиньинь Hǎiyī, яп. ハイー) — севернокитайский женский вокал, младшая сестра Чиюй. Её голосовым провайдером является певица, выступающая под псевдонимом Хуачжэн Анли (кит. 花筝Anly). Была выпущена 6 сентября 2019 года. Олицетворяет стихию воды. Была обновлена для Synthesizer V Studio (Standard) 10 июля, 2020 года. 3 января 2025 года она получила ИИ войсбанк для Synthesizer V Studio.

### Synthesizer V Studio
- Саки (яп. サキ), также ранее известная как JA-F2 — японский женский вокал, разработанный и выпущенный Dreamtonics изначально исключительно для веб-версии Web Synthesizer V 31 декабря 2019 года, как JA-F2. Официальное имя было присвоено ей только после выпуска Synthesizer V Studio 30 июля 2020 года (Standard)[33]. 25 декабря 2020 года она получила ИИ войсбанк. Ее обновили до Synthesizer V Studio 2 21 марта 2025 года. Голосовой провайдер неизвестен.
- Аканэ и Аой Котоноха (яп. 琴葉 茜 ・ 葵) — дуэт японских женских вокалов, имеющих только один голосовой банк, изначально представленных в составе движка VOICEROID. Голосовым провайдером обеих является певица Юи Сакакибара (яп. 榊原ゆい). Были выпущены 30 июля 2020 года со Standard войсбанком.
- Мусинь (кит. упр. 牧心, пиньинь Mùxīn, яп. ムーシン) — севернокитайский мужской вокал. Его голосовым провайдером является певец, выступающий под псевдонимом YuukaNeko. Был выпущен 15 августа 2020 года со Standard войсбанком.
- Минус, также известная как Yongye Minus кит. 永夜Minus), а до ноября 2023 года — Xingchen Minus (уп. кит.: 星尘Minus или Stardust Minus) — севернокитайский женский вокал, разработанная и распространяемая Beijing Photek S&T Development Co., Ltd. и выпущенная в качестве Standard войсбанка для Synthesizer V Studio 10 сентября 2020 года. Она входит в состав MEDIUM⁵. Ожидалось, что Минус получит частный войсбанк ИИ, обученный по Standard, для Synthesizer V Studio, известную как Xingchen Minus Synthesizer V Plus, но никакой информации о разработке предоставлено не было. Вместо этого она получила войсбанк ИИ в декабре 2023 года.
- Рикка Кохару (яп. 小春六花) — японский женский вокал разработанный AHS Co. Ltd. По концепции, ученица второго класса вымышленной средней школы Отару Сиокадзэ (яп. 小樽潮風高校)[34]. Её голосовым провайдером является японская сэйю и певица Ёсино Аояма. Доступна как в версии Lite (как стандартный, так и AI-вариант для Studio Basic), так и в качестве полноценного голоса для Synthesizer V Standard/Synthesizer V AI. Была выпущена 18 марта 2021 года для Synthesizer V и CeVIO AI. Также доступна как голос для движка VOICEPEAK с 13 июля 2023 года.
- Маки Цурумаки (яп. 弦巻マキ) — японский и английский женский вокал, разработанный и распространяемый AHS Co. Ltd 18 июня 2021 года. Изначально была представлена в составе движка VOICEROID. Имеет двух голосовых провайдеров: Томоэ Тамиясу (яп. 民安ともえ) в VOICEROID и Минами Танаку (яп. 田中真奈美) в Synthesizer V[35][36][37].
- Сэйка Кёмати (яп. 京町セイカ) — японский женский вокал, разработанный и распространяемый AHS Co. Ltd. Изначально являлась талисманом посёлка Сейка, расположенного в префектуре Киото. Позднее стала персонажем манги и голосовым помощником. Была представлена в составе движка VOICEROID благодаря народному сбору пожертвований, итоговая сумма которых превысила изначально требуемую больше, чем в два раза. Новая краудфандинговая компания, направленная на выпуск Сэйки в составе Synthesizer V Studio, снова превысила изначально необходимую сумму[38][39][40][41]. Была выпущена 27 января 2022 года с AI/Standard банками. Ее планируют обновить до Synthesizer V Studio 2[42].
- Цуйна-тян (яп. ついなちゃん) — японский женский вокал, созданная на основе голоса актрисы Маи Кадоваки. Была выпущена 26 ноября 2021 года компанией AHS Co., Ltd. Образ Цуйны-тян был создан на основе японского праздника сэцубун в январе 2011 году под влиянием Хацунэ Мику. Автор оригинала - художник и иллюстратор манги Рисаки Оэнри.

### Synthesizer V Studio AI
- Цин Су (кит. упр. 青溯, пиньинь Qing Su), также известный как MAN-F3 — севернокитайский женский вокал, разработанная и распространяемая компанией Dreamtonics Co., Ltd. и выпущенная в качестве базы данных голосов ИИ для Synthesizer V Studio 1 декабря 2021 года. В январе 2025 года было объявлено, что Qing Su получит обновление для Synthesizer V Studio 2, представленного как Qing Su 2, и было объявлено, что оно будет выпущено одновременно с новым редактором 21 марта 2025 года. Ее голосовой провайдер неизвестен.
- Анри (англ. ANRI), также известная как Айри Лин — английский женский вокал, разработанный и распространяемый AUDIOLOGIE Co., Ltd. и выпущенная в качестве базы данных голосов ИИ для Synthesizer V Studio 11 декабря 2021 года. Она получила новую автономную базу данных голосов для Synthesizer V Studio под названием ANRI Arcane 11 декабря 2023 года; ее оригинальная база данных голосов (за исключением версии Lite) с тех пор была прекращена. Памятное коллекционное издание для ANRI Arcane под названием ANRI Arcane Redux было объявлено о предварительном заказе в июне 2024 года в честь дня рождения персонажа ANRI и было объявлено о выпуске в октябре 2024 года. Ее голосовой провайдер kurapichu. Ее планируют обновить до Synthesizer V Studio 2 .
- SOLARIA — английский женский вокал, разработанный и распространяемый Eclipsed Sounds, LLC и выпущенный в качестве базы данных голосов ИИ для Synthesizer V Studio 19 января 2022 года. Она является первым вокалом, выпущенным в рамках серии баз данных голосов Starry Court от Eclipsed Sounds. Обновленная версия для Synthesizer V Studio 2 вышло 21 марта 2025 года. Ее озвучивает Эмма Роули — американская певица, автор песен, поп-артистка и артистка Бродвея.
- Рё (яп. リョウ; англ. Ryo) — японский мужской вокал, разработанный и распространяемый Dreamtonics Co., Ltd. и выпущенный в качестве базы данных голосов ИИ для Synthesizer V Studio 4 февраля 2022 года. В январе 2025 года было объявлено, что Ryo получит обновление для Synthesizer V Studio 2, представленного как Ryo 2, и было объявлено, что он будет выпущен одновременно с новым редактором 21 марта 2025 года. Его голосовой провайдер не разглашается.
- Кевин — английский мужской вокал, разработанный и распространяемый Dreamtonics Co., Ltd. и выпущенный в качестве базы данных голосов ИИ для Synthesizer V Studio 4 февраля 2022 года. В январе 2025 года было объявлено, что Кевин получит обновление для Synthesizer V Studio 2, представленного как Kevin 2, и было объявлено, что он будет выпущен одновременно с новым редактором 21 марта 2025 года. Имя его голосового провайдера не разглашается, но подтверждено, что у Кевина американский акцент.
- Синчэнь (кит. упр. 星尘, пиньинь Xīng chén, яп. シーンチェン・マイナス), также известная на английском языке как Stardust, — севернокитайский женский вокал, разработанный и распространяемый Beijing Photek S&T Development Co., Ltd. и выпущенный как голосовая база данных AI (известная как Xingchen Infinity) для Synthesizer V Studio 20 февраля 2022 года. Ранее она была выпущена как голосовой банк VOCALOID4 в апреле 2016 года и была первым и единственным продуктом компании для Vocaloid. Позже она вошла в состав MEDIUM⁵.
- Мо Чэнь (кит. упр. 默辰, пиньинь Mo Chen), также известный как MAN-M2, — севернокитайский мужской вокал, разработанный и распространяемый компанией Dreamtonics Co., Ltd. и выпущенная в качестве базы данных голосов ИИ для Synthesizer V Studio 9 апреля 2022 года. В январе 2025 года было объявлено, что Mo Chen получит обновление для Synthesizer V Studio 2, представленного как Mo Chen 2, и было объявлено, что оно будет выпущено одновременно с новым редактором 21 марта 2025 года. Его голосовой провайдер не разглашается.
- Нацуки Карин (Natsuki Karin (яп. 夏色花梨)) — японский женский вокал, разработанный и распространяемый компанией TOKYO6 ENTERTAINMENT в сотрудничестве с AH Software[англ.] и выпущенная в качестве базы данных голосов ИИ для Synthesizer V Studio 13 апреля 2022 года. В тот же день она также была выпущена в качестве речевого банка голосов для CeVIO AI. Ее озвучивает Мию Такаги, японская актриса озвучивания.
- Ан Сяо (кит. упр. 岸晓, пиньинь An Xiao) — севернокитайский мужской вокал, разработанный и распространяемый компанией Dreamtonics Co., Ltd. и выпущенный в качестве базы данных голосов ИИ для Synthesizer V Studio 4 мая 2022 года. В феврале 2025 года было объявлено, что An Xiao получит обновление для Synthesizer V Studio 2, представленного как An Xiao 2, и было объявлено, что он будет выпущен одновременно с новым редактором 21 марта 2025 года. Его голосовой провайдер не разглашается.[22][43]
- Фэн И (Упрощенный китайский: 沨漪; традиционный китайский: 渢漪; англ. Feng Yi) — севернокитайский женский вокал, разработанный и распространяемый Dreamtonics Co., Ltd. и выпущенный в качестве базы данных голосов ИИ для Synthesizer V Studio 27 мая (для Материкового Китая)/29 мая (Мир) 2022 года. В феврале 2025 года было объявлено, что Feng Yi получит обновление для Synthesizer V Studio 2, представленного как Feng Yi 2, и было объявлено, что он будет выпущен одновременно 21 марта 2025 года. Имя ее голосового провайдера не разглашается.
- Вэйна — это севернокитайский и английский женский вокал, разработанный и распространяемый Dreamtonics Co., Ltd. в сотрудничестве с Ready Steady Sound! и Sound & Vision Media Studio, и выпущенный в качестве базы данных голосов ИИ для Synthesizer V Studio 21 июля 2022 года. Она является частью Synthesizer V AI Gold Series. В феврале 2025 года было объявлено, что Weina получит обновление для Synthesizer V Studio 2, представленного как Weina 2, и было объявлено, что она будет выпущен одновременно с новым редактором 21 марта 2025 года. Её озвучивает Вэйна Ху, китайская актриса и певица, которая также является вокальным директором проекта Вэйны.
- Юма (японск. ユウマ; англ. Yuma) — японский мужской вокал, разработанный и распространяемый Dreamtonics Co., Ltd. и выпущенный в качестве базы данных голосов ИИ для Synthesizer V Studio 7 октября 2022 года. В феврале 2025 года было объявлено, что Yuma получит обновление для Synthesizer V Studio 2, представленного как Yuma 2, и было объявлено, что он будет выпущен одновременно с новым редактором 21 марта 2025 года. Его голосовой провайдер не разглашается.
- Натали (англ. Natalie) — английский женский вокал, разработанный и распространяемый Dreamtonics Co., Ltd. и выпущенный в качестве базы данных голосов ИИ для Synthesizer V Studio 7 октября 2022 года. В декабре 2024 года было объявлено, что Natalie получит обновление для Synthesizer V Studio 2, представленного как Natalie 2, и было объявлено, что она будет выпущена одновременно с новым редактором 21 марта 2025 года. Хотя изначально имя ее голосового провайдера не было раскрыто, в мае 2024 года американская певица и музыкант по имени Натали Николь Гилберт сообщила, что она является голосовым провайдером для Натали.[44] Dreamtonics признали это в электронном письме, опубликованном в ее аккаунте Twitter 10 мая.[45]
- Ханакума Тифую (японск. 花隈千冬; англ. Hanakuma Chifuyu) — японский женский вокал, разработанная и распространяемая TOKYO6 ENTERTAINMENT в сотрудничестве с AH-Software Co. Ltd. и выпущенная в качестве базы данных голосов ИИ для Synthesizer V Studio 20 октября 2022 года. Она также выпущена в качестве речевого банка для CeVIO AI. Ее озвучивает Кая Окуно, японская актриса озвучивания.
- Май — японский женский вокал, разработанный и распространяемый Dreamtonics Co., Ltd. и выпущенный в качестве базы данных голосов AI для Synthesizer V Studio 10 ноября 2022 года. В январе 2025 года было объявлено, что Mai получит обновление для Synthesizer V Studio 2, представленного как Mai 2, и было объявлено, что она будет выпущена одновременно с новым редактором в качестве одной из трех бесплатных стартовых войсбанков (в дополнение к Liam и Mo Xu) 21 марта 2025 года. Также было объявлено, что платная версия будет доступна для тех, кто не выбрал Mai в качестве бесплатной стартовой базы голосов. Ее голос озвучивает японская певица и автор песен Хонока Китта.
- Астериан (англ. ASTERIAN) — английский мужской вокал, разработанный и распространяемый Eclipsed Sounds, LLC и выпущенный в качестве базы данных голосов AI для Synthesizer V Studio 2 декабря 2022 года. Он является вторым вокалом, выпущенным в рамках серии баз данных голосов Starry Court от Eclipsed Sounds после SOLARIA. Обновленная версия для Synthesizer V Studio 2 вышло 21 марта 2025 года. Его озвучивает Эрик Холлауэй, американский актёр озвучивания и певец.
- Сюань Ю (кит. 煊宇; англ. Xuan Yu) — севернокитайский мужской вокал, разработанный и распространяемый Dreamtonics Co., Ltd. и выпущенный в качестве базы данных голосов ИИ для Synthesizer V Studio 12 декабря 2022 года. В феврале 2025 года было объявлено, что Xuan Yu получит обновление для Synthesizer V Studio 2, представленного как Xuan Yu 2 , и было объявлено, что он будет выпущен одновременно с новым редактором 21 марта 2025 года. Его голосовой провайдер не разглашается.
- Цон Чжэн (кит. уп: 從錚; англ. Cong Zheng) — севернокитайский женский вокал, разработанный и распространяемый Dreamtonics Co., Ltd. и выпущенный в качестве базы данных голосов ИИ для Synthesizer V Studio 12 декабря 2022 года. В феврале 2025 года было объявлено, что Cong Zheng получит обновление для Synthesizer V Studio 2,представленного как Cong Zheng 2 , и было объявлено, что он будет выпущен одновременно с новым редактором 21 марта 2025 года. Имя ее голосового провайдера не разглашается.
- Чэн Сяо (кит. 澄宵; англ. Cheng Xiao) — севернокитайский женский вокал для пекинской оперы, разработанный и распространяемый Dreamtonics Co., Ltd. и выпущенный в качестве базы данных голосов ИИ для Synthesizer V Studio 8 январе (для Материкового Китая)/16 Февраля (Мир) 2023 года. В феврале 2025 года было объявлено, что Cheng Xiao получит обновление для Synthesizer V Studio 2, представленного как Cheng Xiao 2, и было объявлено, что она будет выпущена одновременно с новым редактором 21 марта 2025 года. Имя ее голосового провайдера не разглашается.
- Ся Ю Яо (кит. трад.: 夏語遙; англ. XIA YU YAO), также известная как YAO для Synthesizer V – севернокитайский женский вокал, разработанный и распространяемый VOICEMITH, группой планирования под управлением E-CAPSULE Co. Ltd., и выпущенный в качестве базы данных голосов ИИ для Synthesizer V Studio 30 января 2023 года. Первоначально она была выпущена для движка Utau в ноябре 2014 года. Ее озвучивает актриса озвучивания Ми Ян. Она второй вокал после Айкэ, имеющий тайваньский акцент. Ее планируют обновить до Synthesizer V Studio 2.
- Ninezero — это английский мужской вокал для рока и металла, разработанный и распространяемый Dreamtonics Co., Ltd. и выпущенный в качестве базы данных голосов ИИ для Synthesizer V Studio 16 февраля 2023 года. В январе 2025 года было объявлено, что Ninezero получит обновление для Synthesizer V Studio 2, представленного как Ninezero 2 , и было объявлено, что он будет выпущен одновременно с новым редактором 21 марта 2025 года. Его голос озвучил NINEZERO, австралийский рок- и метал-певец, автор песен и музыкант.
- Джун (англ. JUN), также известный как Juneau Kheang — английский мужской вокал, разработанный и распространяемый компанией AUDIOLOGIE Co., Ltd. и выпущенный в качестве базы данных голосов ИИ для Synthesizer V Studio 20 апреля 2023 года. Его голосовой провайдер — Lavy. Ожидается, что обновленная версия для Synthesizer V Studio 2 под названием JUN Nocturne выйдет в мае 2025 года.
- Тето Касанэ[англ.] (яп. 重音テト; англ. Kasane Teto) — японский женский вокал, разработанная и распространяемая AH-Software Co. Ltd. в сотрудничестве с TWINDRILL и выпущенная в качестве голосовой базы данных ИИ для Synthesizer V Studio 27 апреля 2023 года. Первоначально она была выпущена для движка Utau в апреле 2008 года. Ее озвучивает японская певица, автор песен и иллюстратор Оямано Майо. Ее планируют обновить до Synthesizer V Studio 2.
- Линь Лай (кит. упр.: 林籁; кит. трад.: 林籟, пиньинь Lin Lai) — севернокитайский мужской детский вокал, разработанный и распространяемый Dreamtonics Co., Ltd. и выпущенный в качестве базы данных голосов ИИ для Synthesizer V Studio 17 июня (для Материкового Китая)/26 октября (Мир) 2023 года. В феврале 2025 года было объявлено, что Lin Lai получит обновление для Synthesizer V Studio 2, представленного как Lin Lai 2, и было объявлено, что он будет выпущен одновременно с новым редактором 21 марта 2025 года. Его голосовой провайдер не разглашается.
- Юнь Чуань (кит. упр: 韵泉; кит. трад.: 韻泉, англ. Yun Quan) — севернокитайский женский детский вокал, разработанный и распространяемый компанией Dreamtonics Co., Ltd. и выпущенный в качестве базы данных голосов ИИ для Synthesizer V Studio 17 июня (для Материкового Китая)/26 октября (Мир) 2023 года. В феврале 2025 года было объявлено, что Yun Quan получит обновление для Synthesizer V Studio 2, представленного как Yun Quan 2, и было объявлено, что он будет выпущен одновременно с новым редактором 21 марта 2025 года. Имя ее голосового провайдера не разглашается.
- Ричи (англ. Ritchy) — это английский мужской вокал для рэпа, разработанный и распространяемый Dreamtonics Co., Ltd. и выпущенный в качестве базы данных голосов ИИ для Synthesizer V Studio 4 июля 2023 года. В январе 2025 года было объявлено, что Ritchy получит обновление для Synthesizer V Studio 2, представленного как Ritchy 2, и было объявлено, что он будет выпущен одновременно с новым редактором 21 марта 2025 года. Его озвучивает MBanja Ritchy — хип-хоп-исполнитель, мастер треков, рэпер и продюсер.
- D-Lin — это севернокитайский мужской вокал для рэпа, разработанный и распространяемый компанией Dreamtonics Co., Ltd. и выпущенный в качестве базы данных голосов ИИ для Synthesizer V Studio 4 июля 2023 года. В феврале 2025 года было объявлено, что D-Lin получит обновление для Synthesizer V Studio 2, представленного как D-Lin 2, и было объявлено, что оно будет выпущено одновременно с новым редактором 21 марта 2025 года. Его голосовой провайдер не разглашается.
- Харуно Сора (яп. 桜乃そら) — японский женский вокал, разработанный и распространяемый компанией AH-Software Co. Ltd. и выпущенный в качестве базы данных голосов ИИ для Synthesizer V Studio 24 августа 2023 года. Первоначально она была выпущена в виде двух банков для движка VOCALOID5 и речевого банка голосов для движка VOICEROID2 в июле 2018 года. Библиотека голосов для движка VOICEPEAK была выпущена одновременно с ее библиотекой Synthesizer V. Ее озвучивает Кикуко Иноуэ, японская актриса озвучивания и певица.
- Эри (яп. エリ, англ. Eri) — японский женский вокал для рэпа, разработанный и распространяемый Dreamtonics Co., Ltd. и выпущенный в качестве базы данных голосов ИИ для Synthesizer V Studio 26 октября 2023 года. В феврале 2025 года было объявлено, что Eri получит обновление для Synthesizer V Studio 2, представленного как Eri 2, и было объявлено, что он будет выпущен одновременно с новым редактором 21 марта 2025 года. Имя ее голосового провайдера не разглашается.
- Шина (яп. シーナ) — японский и английский женский вокал, разработанный и распространяемый Dreamtonics Co., Ltd. и выпущенный в качестве базы данных голосов ИИ для Synthesizer V Studio 26 октября 2023 года. В декабре 2024 года было объявлено, что Sheena получит обновление для Synthesizer V Studio 2, представленного как Sheena 2, и было объявлено, что он будет выпущен одновременно с новым редактором 21 марта 2025 года. Имя ее голосового провайдера не разглашается.
- Хайден (англ. Hayden) — это английский мужской вокал, разработанный и распространяемый Dreamtonics Co., Ltd. и выпущенный в качестве базы данных голосов ИИ для Synthesizer V Studio 26 октября 2023 года. В январе 2025 года было объявлено, что Hayden получит обновление для Synthesizer V Studio 2, представленного как Hayden 2, и было объявлено, что он будет выпущен одновременно с новым редактором 21 марта 2025 года. Его голосовой провайдер не разглашается.
- Вэй Шу (кит. 未抒) — это первый кантонский вокал, разработанный и распространяемый Dreamtonics Co., Ltd. и выпущенный в качестве базы данных голосов ИИ для Synthesizer V Studio 25 октября 2023 года. В феврале 2025 года было объявлено, что Wei Shu получит обновление для Synthesizer V Studio 2, представленного как Wei Shu 2, и было объявлено, что он будет выпущен одновременно с новым редактором 21 марта 2025 года. Его голосовой провайдер не разглашается.
- Сарос (англ. SAROS) — это небинарный (указанный как мужской) английский и первый испанский вокал, разработанный и распространяемый Eclipsed Sounds, LLC и выпущенный в качестве базы данных голосов AI для Synthesizer V Studio 24 ноября 2023 года. Это третий вокал, выпущенный в рамках серии баз данных голосов Starry Court от Eclipsed Sounds после SOLARIA и ASTERIAN. Обновленная версия для Synthesizer V Studio 2 вышло 21 марта 2025 года. Имя их вокалиста не разглашается, но Eclipsed Sounds описывает его как «успешного музыканта в Нью-Йорке», который «изучал вокал и музыку в одном из ведущих музыкальных колледжей мира, гастролировал по миру, выступая перед тысячами людей, и в настоящее время поет в нескольких группах».
- Аямэ (яп. アヤメ, аннл. Ayame), ранее известная как Ая — японский женский вокал, разработанная и распространяемая компанией Dreamtonics Co., Ltd. и выпущенная в качестве базы данных голосов ИИ для Synthesizer V Studio 7 декабря 2023 года. В январе 2025 года было объявлено, что Ayame получит обновление для Synthesizer V Studio 2, представленного как Ayame 2, и было объявлено, что оно будет выпущено одновременно с новым редактором 21 марта 2025 года. Имя ее голосового провайдера не разглашается.
- Дзин (яп. ジン, англ. Jin) — японский мужской вокал, разработанный и распространяемый Dreamtonics Co., Ltd. и выпущенный в качестве базы данных голосов AI для Synthesizer V Studio 7 декабря 2023 года. В феврале 2025 года было объявлено, что Jin получит обновление для Synthesizer V Studio 2, представленного как Jin 2 , и было объявлено, что он будет выпущен одновременно с новым редактором 21 марта 2025 года. Его голосовой провайдер не разглашается.

- Гуми (яп. グミ, англ. GUMI) — японский женский вокал, разработанная AH-Software Co. Ltd. и распространяемая Internet Co., Ltd. как Megpoid (яп. メグッポイド), и выпущенная как голосовая база данных AI для Synthesizer V Studio 20 декабря 2023 года. Первоначально она была выпущена в июне 2009 года как голосовой банк для движка VOCALOID2; С тех пор она получила дополнительные голосовые банки для VOCALOID3 в октябре 2011 года (за которым последовало обновление ее голоса V2, теперь называемого Native, в марте 2012 года, а также английский голосовой банк в феврале 2013 года), VOCALOID4 в ноябре 2015 года (обновления только для ее японских голосовых банков) и VOCALOID6 в октябре 2022 года (как двуязычный японский и английский вокал AI, за которым позже последовал новый расширенный голосовой банк, названный SOLID в июле 2024 года). Ее голос озвучивает филиппино-японская певица и актриса озвучивания Мэгуми Накадзима. Ее планируют обновить до Synthesizer V Studio 2.
- Попи (яп. ポピー; англ. POPY) — японский женский вокал, разработанная и распространяемая Bushiroad Inc. в сотрудничестве с AH-Software Co. Ltd. и выпущенная в качестве базы данных голосов ИИ для Synthesizer V Studio 21 декабря 2023 года. Первоначально она была выпущена в качестве банка голосов для движка CeVIO AI в декабре 2022 года. Она является первым банком, выпущенной в рамках проекта синтезатора пения ИИ BanG Dream! от Bushiroad Inc., Yumenokessho. Ожидается, что обновленная версия для Synthesizer V Studio 2 будет выпущена в апреле 2025 года в цифровом формате, а выпуск физического издания ожидается в мае. Ее озвучивает японская певица Айми.
- Роуз (яп. ローズ; англ. ROSE) — японский женский вокал, разработанная и распространяемая Bushiroad Inc. в сотрудничестве с AH-Software Co. Ltd. и выпущенная в качестве базы данных голосов ИИ для Synthesizer V Studio 21 декабря 2023 года. Первоначально она была выпущена в качестве банка голосов для движка CeVIO AI в декабре 2022 года. Она является вторым вокалом, выпущенным в рамках проекта синтезатора пения ИИ BanG Dream! от Bushiroad Inc., Yumenokessho. Ожидается, что обновленная версия для Synthesizer V Studio 2 будет выпущена в апреле 2025 года в цифровом формате, а выпуск физического издания ожидается в мае. Ее озвучивает японская певица Айна Айба.
- Оскар (кит. 奧斯卡; англ. OSCAR) — севернокитайский мужской вокал, разработанный и распространяемый VOICEMITH, группой планирования под управлением E-CAPSULE Co. Ltd., и выпущенный в качестве базы данных голосов ИИ для Synthesizer V Studio 26 декабря 2023 года. Первоначально он был выпущен для движка Utau в августе 2016 года. Его озвучивает Майлз, тайваньский актёр озвучивания, музыкант и певец. Он третий севернокитайский вокал с тайваньским акцентом после Айкэ и Ся Ю Яо. Его планируют обновить до Synthesizer V Studio 2 в апреле 2025 года.
- И Си (кит. 奕夕; англ. Yi Xi) — это севернокитайский женский вокал для рэпа, разработанный и распространяемый Dreamtonics Co., Ltd. и выпущенный в качестве базы данных голосов AI для Synthesizer V Studio 15 марта 2024 года только для клиентов из Материкового Китая. В феврале 2025 года было объявлено, что Yi Xi 21 марта получит обновление для Synthesizer V Studio 2, представленного как Yi Xi 2. Имя ее голосового провайдера не разглашается.
- Фримомен (яп. フリモメン; англ. Frimomen) — японский мужской вокал, разработанный и распространяемый AH-Software Co. Ltd., который был выпущен в качестве базы данных голосов ИИ для Synthesizer V Studio 25 апреля 2024 года. Первоначально он был создан как талисман персонажа для высокопроизводительного программного обеспечения для создания Flash – FREE MOTION. Его озвучивает Кога Акира, японский актёр озвучивания.
- Роза (яп. ロサ; англ. ROSA) – японский женский вокал, разработанный ZAN-SHIN Co., Ltd. в сотрудничестве с AH-Software Co. Ltd. и распространяемая Internet Co., Ltd., и выпущенная в качестве базы данных голосов ИИ для Synthesizer V Studio 3 июня 2024 года. Ранее она была выпущена в качестве речевого банка CeVIO AI Talk Voice в декабре 2021 года. Был интерес к возможности создания библиотек голосов для пения и говорения на английском языке для обоих движков; хотя это все еще может быть возможно в случае ее CeVIO AI Talk, существование межъязыкового синтеза пения в Synthesizer V Studio делает специальную базу данных голосов на английском языке излишней. Ее голосовой провайдер — Шираюки, японский инфлюенсер и актриса озвучивания. Она была выбрана кандидатом на прослушивании ROSA.
- Лин Вань (кит. 翎婉; англ. Ling Wan) –  женский кантонский вокал, разработанный и распространяемый компанией Dreamtonics Co., Ltd. и выпущенный в качестве базы данных голосов ИИ для Synthesizer V Studio в 19 июля 2024 года только для клиентов из Материкового Китая. В феврале 2025 года было объявлено, что Ling Wan получит обновление для также готовящегося к выходу движка Synthesizer V Studio 2, представленного как Ling Wan 2, и было объявлено, что она будет выпущена одновременно с новым редактором в марте 2025 года. Имя ее голосового провайдера не разглашается.
- NOA, также известный как Ноа Сильва — английский мужской вокал, разработанный и распространяемый компанией AUDIOLOGIE Co., Ltd. и выпущенный в качестве базы данных голосов AI для Synthesizer V Studio 7 сентября 2024 года. Первоначально его анонсировали как третьего вокалиста в составе AUDIOLOGIE после Анри и Джуна Его голосовой провайдер известен только по прозвищу Эш. Его планируют обновить до Synthesizer V Studio 2.
- Миямай Мока (яп. 宮舞モカ; англ. Miyamai Moca) — японский женский вокал, разработанный и распространяемый AH-Software Co. Ltd. и выпущенный в качестве базы данных голосов AI для Synthesizer V Studio 26 сентября 2024 года, с версией Lite, выпущенной в октябре. Первоначально она была выпущена как библиотека преобразования текста в речь для VOICEPEAK в феврале 2024 года. Обновленная версия для Synthesizer V Studio 2 вышло 21 марта 2025 года. Ее озвучивает Маю Минеда, японская актриса озвучивания и певица, сотрудничающая с VIMS.
- NYL — это английский агендер вокал (указанный как женский), разработанный и распространяемый Eclipsed Sounds, LLC и выпущенный в качестве базы данных голосов AI для Synthesizer V Studio 11 октября 2024 года. Это четвертый и последний вокал, выпущенный в рамках серии баз данных голосов Starry Court от Eclipsed Sounds после SOLARIA, ASTERIAN и SAROS. Обновленная версия для Synthesizer V Studio 2 вышло в 21 марта 2025 года. Их озвучивает актер, певец и музыкант Закария «Зай» Драйвер.
- Топаз (яп. トアズ; англ. Topaz), также известная как Шимон Топаз (яп. 紫門トアズ; англ. Shimon Topaz) – японский и английский женский вокал, разработанный GEMVOX, подразделением Studio ENTRE Inc., и выпущенный в качестве базы данных голосов ИИ для Synthesizer V Studio 16 октября 2024 года. Ее озвучила Элли, корейская профессиональная певица, композитор и автор песен. Ее планируют обновить до Synthesizer V Studio 2.
- Фелисия (англ. Felicia) — английский женский вокал, разработанный и распространяемый компанией Dreamtonics Co., Ltd. и выпущенная в качестве базы данных голосов ИИ для Synthesizer V Studio 24 октября 2024 года. В декабре 2024 года было объявлено, что Felicia получит обновление, представленное как Felicia 2, для Synthesizer V Studio 2, и было объявлено, что она будет выпущена одновременно с новым редактором в марте 2025 года. Имя ее голосового провайдера не разглашается, хотя сообщается, что это американка, проживающая в Японии.
- Рику (яп. リク; англ. Riku) — японский мужской вокал, разработанный и распространяемый Dreamtonics Co., Ltd. и выпущенный в качестве базы данных голосов ИИ для Synthesizer V Studio 24 октября 2024 года. В феврале 2025 года было объявлено, что Riku получит обновление для Synthesizer V Studio 2, представленного как Riku 2, и было объявлено, что он будет выпущен одновременно с новым редактором в марте 2025 года. Его голосовой провайдер не разглашается.
- Хибики Кото (яп.  花響 琴; англ. Hibiki Koto) — японский женский вокал, разработанный AH-Software Co. Ltd. и распространяемый Internet Co., Ltd., выпущенная в качестве базы данных голосов ИИ для Synthesizer V Studio 30 октября 2024 года. Первоначально она была выпущена в качестве голосового банка ИИ для движка VOCALOID6, разработанная и распространяемая Internet Co., Ltd. в апреле 2024 года. Ее голос предоставлен японской певицей Леон Тачибаной.
- Отомати Уна (яп. 音街ウナ; англ. Otomachi Una) — японский женский вокал, разработанный AH-Software Co. Ltd. и распространяемый Internet Co., Ltd. в сотрудничестве с MTK Inc. и выпущенная в качестве базы данных голосов ИИ для Synthesizer V Studio 27 ноября 2024 года. Первоначально она была выпущена как связанная пара голосовых банков (под названием Otomachi Una Sugar и Spicy) для движка VOCALOID4, разработанного и распространяемого Internet Co., Ltd. в июле 2016 года, затем была обновлена для VOCALOID6 как голосовой банк ИИ, также разработанный и распространяемый Internet Co., Ltd. в июне 2023 года. Её голос озвучивает японская актриса озвучивания Айми Танака.

### Synthesizer V Studio 2
- Мо Сюй (кит. уп. 陌叙; англ. Mo Xu) -севернокитайский женский вокал, разработанный и распространяемый компанией Dreamtonics Co., Ltd. и выпущенный в качестве одной из трех дополнительных баз данных голосов ИИ (две другие — Mai 2 и Liam) для Synthesizer V Studio 2 21 марта 2025 года. Также было объявлено, что платная версия будет доступна для тех, кто решит не выбирать Mo Xu в качестве бесплатной стартовой базы данных голосов. Имя ее голосового провайдера не разглашается. Она создана как идеальная для R&B, неосоула, поп-музыки и подобных жанров.[46]
- Лиам (англ. Liam) — английский мужской вокал, разработанный и распространяемый Dreamtonics Co., Ltd. и выпущенный в качестве одной из трех дополнительных баз данных голосов ИИ (две другие — Mai 2 и Mo Xu) для Synthesizer V Studio 2 21 марта 2025 года. Также было объявлено, что платная версия будет доступна для тех, кто решит не выбирать Liam в качестве бесплатной стартовой базы данных голосов. Его голосовой провайдер не разглашается. Он создан как «классический западный мужской голос, типичный для поп-, рок- и даже кантри-исполнителей 70-х/80-х годов».[47]
- Мики, также известная как SF-A2 miki (яп. SF-A2 開発コード miki) — японский женский вокал, разработанный и распространяемый AH-Software Co. Ltd. и выпущенный в качестве базы данных голосов ИИ для Synthesizer V Studio 2 21 марта 2025 года (вместе с базой данных голосов ИИ, совместимой со старым движком Synthesizer V Studio). Ранее она была выпущена как один из трех дебютных голосовых банков AH-Software для движка VOCALOID2 (вместе с Hiyama Kiyoteru и Kaai Yuki) в декабре 2009 года; она была обновлена для VOCALOID4 в июне 2015 года. Ее голос предоставлен Мики Фурукавой — японской певицей, автором песен и бывшей участницей группы Supercar.
- Хияма Кийотеру (яп. 氷山キヨテル, англ. Hiyama Kiyoteru) — японский мужской вокал, разработанный и распространяемый AH-Software Co. Ltd. и выпущенный в качестве базы данных голосов ИИ для Synthesizer V Studio 2 21 марта 2025 года (вместе с базой данных голосов ИИ, совместимой со старым движком Synthesizer V Studio). Первоначально он был выпущен как один из трех дебютных голосовых банков AH-Software для движка VOCALOID2 (вместе с miki и Kaai Yuki) в декабре 2009 года; он был обновлен до VOCALOID4 в октябре 2015 года и получил два голосовых банка. Его озвучивает японский певец Киёси Хияма.
- Юни (кор. 유니, англ. UNI) — первый корейский женский вокал, разработанный и распространяемый компанией ST MEDiA Co., Ltd. и выпущенный в качестве базы данных голосов ИИ для Synthesizer V Studio 2 21 марта 2025 года.[48] Ранее она была выпущена в качестве голосового банка для VOCALOID4 в феврале 2017 года. Имя ее голосового провайдера неизвестно.
- Хэвик (англ. HXVOC, произносится как havoc) — мужской английский вокал со скримингом, разработанный и распространяемый компанией Eclipsed Sounds, LLC, и выпущенный в качестве войсбанка ИИ 27 марта 2025 года для Synthesizer V Studio 2.[49] Он является первым вокалом, который анонсирован как часть «Фазы 2» специализированных баз данных голосов Eclipsed Sounds, получившей название серии Tone Chroma. Его голос озвучивает рок-певец, автор песен и музыкальный продюсер Шонн Николс.
- Галенайа (англ. GALENAIA) — испанский женский вокал для оперы, разработанный и распространяемый компанией Eclipsed Sounds, LLC и выпущенный в качестве войсбанка ИИ 27 марта 2025 года для Synthesizer V Studio 2. Она является второй вокалисткой, которая анонсирована в рамках «Фазы 2» специализированных баз голосов Eclipsed Sounds, получившей название серии Tone Chroma. Ее озвучивает колумбийская оперная певица Лаура Гомес.
- Пастел (яп. パステル; англ. PASTEL) — предстоящий японский женский вокал, который разрабатывается и будет распространен Bushiroad Inc. в сотрудничестве с AH-Software Co. Ltd. и будет выпущен в качестве базы данных голосов ИИ для Synthesizer V Studio 2 28 марта 2025 года (вместе с базой данных голосов ИИ, совместимой со старым движком Synthesizer V Studio). Она является третьим вокалом, выпущенным в рамках проекта BanG Dream! AI Singing Synthesizer от Bushiroad Inc., Yumenokessho после POPY и ROSE. Ее озвучивает Ами Маэшима.
- Хало (яп. ハロ; англ. HALO) — предстоящий японский женский вокал, который разрабатывается и будет распространен Bushiroad Inc. в сотрудничестве с AH-Software Co. Ltd. и будет выпущен в качестве базы данных голосов ИИ для Synthesizer V Studio 2 28 марта 2025 года (вместе с базой данных голосов ИИ, совместимой со старым движком Synthesizer V Studio). Она является четвертым вокалом, выпущенным в рамках проекта BanG Dream! AI Singing Synthesizer от Bushiroad Inc., Yumenokessho после POPY, ROSE и PASTEL. Ее озвучивает Мику Ито.
- Асуми Шуо (яп. 彩澄しゅお) — предстоящий японский женский вокал, который разрабатывается AH Software и будет войсбанком ИИ для Synthesizer V Studio 2. Её озвучивает Миа Сакурай (櫻井海亜), японская актриса озвучивания, которая сыграла несколько второстепенных ролей в различных аниме-сериалах, таких как BanG Dream! (2-й сезон) и Crayon Shin-chan (30-й сезон), а также Кэрол (キャロル) в мобильной игре Vivid Army. Дата выхода неизвестна.
- Асуми Ририсэ (яп. 彩澄りりせ; англ Asumi Ririse) — предстоящий японский женский вокал, который разрабатывается и будет распространяться компанией AH-Software Co. Ltd. и будет выпущена войсбанком ИИ для Synthesizer V Studio 2. Её озвучивает Мотомия Кана (本宮佳奈), актриса озвучивания, известная по роли Мисаки Шидо из Touou Academy в ритм-игре Love Live! School Idol Festival и Фенек Фокс из аниме Kemono Friends. Дата выхода неизвестна.
- Нацумэ Ицуки (яп. ナツメイツキ; англ. Natsume Itsuki) — предстоящий японский женский вокал, который разрабатывается и будет распространяться компанией Hifumi, Inc. и выпущена войсбанком ИИ для Synthesizer V Studio 2. Ее озвучивает Ицуки Нацумэ (棗いつき). Дата выхода неизвестна.
- Накуру (яп. 無來; англ. Nakuru) — предстоящий японский женский вокал, который разрабатывается и будет распространяться компанией Hifumi, Inc. и будет выпущена войсбанком ИИ для Synthesizer V Studio 2. Ее голос предоставлен певицей Накуру Аицуки. Дата выхода неизвестна.

### Отмененные/приватные
- Кафу (японск. 可不, англ. KAFU) — Отменена. Это был японский женский вокал, который разрабатывался компанией AH-Software Co. Ltd. и должен был распространяться компанией KAMITSUBAKI STUDIO, ее выпуск в качестве голосовой банка ИИ для Synthesizer V Studio ожидался в январе 2024 года, но был отложен на неопределенный срок и отменен в январе 2025 года. Первоначально она была выпущена в качестве голоса для движка CeVIO AI в июле 2021 года. Она является частью проекта Musical Isotope. Ее озвучивает KAF, японская виртуальная певица и исполнитель.
- Chiyu AI – Заморожена. 8 декабря 2024 года, когда один из фанатов спросил об объявлении о том, что Haiyi получит полную базу данных голосов ИИ в 2025 году, неофициальный новостной ресурс SynthV News ответил, что Chiyu AI звучит слишком похоже на YouMao, что заставило Quadimension уважать пожелания поставщика голоса и отложить базу данных голосов на неопределенный срок, с примечанием, что она «скорее всего» будет «перезаписана позднее».
- Genbu AI – Отменён. 22 августа 2021 VirVox Project загрузил пресс-релиз относительно краудфандинга для голосовой базы данных ИИ. Организация отметила, что они пытались получить необходимые разрешения через третью сторону, но возникли разногласия с последней, которая запросила надлежащие согласия. Это привело к недоразумению, что VirVox Project получил необходимые разрешения, таким образом сделав объявления о краудфандинговом мероприятии. После объявления они узнали, что у них нет надлежащего согласия, что привело к тому, что они позже объявили, что краудфандинг будет отложен. Поскольку между VirVox Project и сторонней организацией продолжались обсуждения, было решено не проводить краудфандинг для голосовой базы данных ИИ GENBU.[50]
- Chiyu Plus, Xingchen Plus, Haiyi Plus, Cangqiong Plus, Shian Plus и Muxin Plus - Отменены. Это были ИИ голосовые банки, созданные с помощью Standard банков.[51] В течение 2022 года Cangqiong Plus и Muxin Plus получили несколько демо-треков, демонстрирующих их возможности в качестве обученных по Standard войсбанков ИИ, включая функцию межъязыкового синтеза пения. Однако новости о разработке и будущих выпусках в целом для всех шести персонажей не были доступны. 29 сентября в ответ на вопрос фаната о том, будут ли выпущены версии Plus шести голосовых баз данных в ближайшее время, Quadimension написал, что это, вероятно, маловероятно из-за их непригодности для коммерческого использования.[52] 22 ноября в ответ на вопрос фаната Ddickky подтвердил, что серия голосовых баз данных Plus была создана с целью продемонстрировать эффекты обучения ИИ с помощью стандартных голосовых баз данных и не предназначалась для выпуска. Голосовые базы данных были отправлены акционерам в качестве демонстрации технологии, а не как полное обновление продукта. Поскольку эти голосовые базы данных должны были демонстрировать эффекты и технологию сплайсинга обучения ИИ, их нельзя было обозначить как Synthesizer V AI, поскольку это повлияло бы на качество бренда голосовых баз данных ИИ, поэтому их нужно было назвать Synthesizer V Plus.[53][54]
- Шираками Мэйто (яп. 白神芽音) — приватный японский вокал, разработанная Dreamtonics Co., Ltd. для проекта виртуального певца En-gene, совместного проекта TMIK Co., Ltd. и agehasprings Party, войсбанком ИИ (получившей название TMIK-F1) для Synthesizer V Studio. Она дебютировала в марте 2024 года. Ее голос предоставлен виртуальным блогером Шираками Мэйто, виртуальным певцом, принадлежащим En-gene.